# Planodes longemaculata
Planodes longemaculata är en skalbaggsart som beskrevs av Stefan von Breuning 1960. Planodes longemaculata ingår i släktet Planodes och familjen långhorningar.
Artens utbredningsområde är Filippinerna. Inga underarter finns listade i Catalogue of Life.